# Д’Артаньян и три мушкетёра
«Д’Артаньян и три мушкетёра» — советский трёхсерийный музыкальный приключенческий телефильм по роману Александра Дюма-отца «Три мушкетёра», снятый в 1978 году на Одесской киностудии режиссёром Георгием Юнгвальд-Хилькевичем по заказу Государственного комитета СССР по телевидению и радиовещанию.
Из-за судебной тяжбы Юнгвальд-Хилькевича с Марком Розовским (автором сценария) и Юрием Ряшенцевым (автором текстов песен, звучащих в фильме) картина год пролежала на полке. Телепремьера на Центральном телевидении состоялась только 25 декабря 1979 года, хотя могла состояться на год раньше.
В 1990-х — 2000-х годах вышли на экраны три продолжения фильма:
- 1992 — «Мушкетёры двадцать лет спустя».
- 1993 — «Тайна королевы Анны, или Мушкетёры тридцать лет спустя».
- 2008 — «Возвращение мушкетёров, или Сокровища кардинала Мазарини».

## Сюжет
Франция, начало XVII века. Бедный гасконский шевалье д’Артаньян отправляется в Париж для того, чтобы вступить в роту королевских мушкетёров, как некогда отец до него. В Менге он натыкается на графа Рошфора, завязывает драку, ломает шпагу и утрачивает рекомендательное письмо, адресованное капитану мушкетёров и другу его отца, господину де Тревилю. После он прибывает в Париж и встречается с командиром мушкетёров короля, однако замечает человека, похожего на Рошфора, и пускается в погоню. На бегу он неосторожно толкает раненого Атоса, причинив ему боль, случайно оскорбляет Портоса, сорвав с него плащ и выставив на всеобщее обозрение дешёвую перевязь, и Арамиса, раскрыв его роман с дворянкой, и все трое вызывают д’Артаньяна на дуэль.
На месте назначенной встречи, на глазах у Портоса и Арамиса, д’Артаньян и Атос уже готовы скрестить свои шпаги, как вдруг появляется отряд гвардейцев кардинала Ришельё во главе с командиром личной кардинальской гвардии, господином де Жюссаком. Мушкетёры, к которым присоединяется д’Артаньян, принимают решение атаковать гвардейцев и одерживают победу.
После этого д’Артаньян становится другом Атоса, Портоса и Арамиса. Вскоре он спасает Констанцию, жену галантерейщика Бонасье и фрейлину королевы, от людей кардинала и влюбляется в неё. После этого случая он встречается с кардиналом Ришельё, решившим переманить храброго гасконца на службу к себе — впрочем, безуспешно. Вскоре после этого королева Франции Анна Австрийская дарит алмазные подвески своему любовнику и фавориту короля Англии Карла Стюарта герцогу Бекингему, о чём узнает кардинал. Он обращается за помощью к миледи де Винтер, и та лишает герцога двух подвесок. Воспользовавшись этим случаем, Ришельё убеждает короля Франции Людовика XIII попросить королеву прийти на Марлезонский балет с подвесками. Королева в отчаянии, но Констанция Бонасье приходит ей на помощь и убеждает д’Артаньяна решиться на поездку в Лондон, с которой гасконец успешно справляется. Однако затем Констанции, чтобы избегнуть гнева кардинала, приходится бежать в женский монастырь в Бетюне, где её, тем не менее, находит миледи, имея приказ Ришельё доставить жену галантерейщика к нему любой ценой. Это не удаётся, и миледи убивает Констанцию ядом (д’Артаньян становится свидетелем смерти своей возлюбленной).
Вскоре вспыхивает война Франции с Англией, английский король Карл I решает помочь гугенотам Ла-Рошели. Кардинал собирает армию и осаждает Ла-Рошель. Под стены крепости французских протестантов отправляются ставший мушкетёром д’Артаньян и его друзья. Вскоре происходит неудачное покушение на д’Артаньяна, заказчиком которого стала миледи, и он в трактире «Красная голубятня» выслушивает рассказ Атоса про некоего графа де Ла Фер и его несчастную любовную историю в наполовину песенной форме. Дальше миледи встречается с кардиналом и их разговор подслушивает Атос. Кардинал уходит, дав миледи записку, дающую ей полную свободу действий, в том числе в деле д’Артаньяна, однако Атос заставляет миледи отдать бумагу ему. При этом выясняется, что Атос и миледи были раньше супругами, а сам Атос и есть тот самый граф де Ла Фер, обнаруживший на плече своей жены клеймо в форме лилии — символ несмываемого позора.
После происходит история с отравленным анжуйским вином, во время которой миледи удаётся сбежать и найти укрытие в указанной кардиналом маленькой рыбацкой хижине, откуда она должна отправиться в Англию с целью устранить герцога Бекингема. Последний, однако, приказывает своему человеку Фельтону арестовать миледи, что и происходит. Но миледи удаётся убедить Фельтона в своей невиновности и толкнуть его на убийство герцога, для чего тот и возвращается в Англию. Однако д’Артаньян и его друзья выслеживают миледи и учиняют над нею расправу после суда, причём приговор приводится в исполнение бывшим лилльским палачом, брата которого миледи в своё время погубила.
Кардинал узнаёт о смерти миледи и, арестовав друзей-мушкетёров по формальному обвинению в дезертирстве, вызывает их к себе, получает от Атоса бумагу, выданную миледи и, уничтожив документ, предлагает мушкетёрам грамоту лейтенанта. Атос и Портос отказываются от неё, а Арамис просит кардинала почтить этим чином д’Артаньяна, после чего Атос в качестве оправдания по обвинению в дезертирстве предлагает для себя и друзей испытание в виде завтрака в бастионе Сен-Жерве, на переднем крае осады, и оно оказывается мушкетёрам по силам. Атос, Портос, Арамис и д’Артаньян возвращаются победителями, а д’Артаньян заслуженно становится лейтенантом королевских мушкетёров.
- 1-я серия — «Атос, Портос, Арамис и д’Артаньян»;
- 2-я серия — «Подвески королевы»;
- 3-я серия — «Приключения продолжаются».

## В ролях
- Михаил Боярский — д’Артаньян
- Вениамин Смехов — Атос (песню «Есть в графском парке чёрный пруд» исполнил Вячеслав Назаров)
- Валентин Смирнитский — Портос (песни исполнял Юрий Меньшов)
- Игорь Старыгин — Арамис (озвучил Игорь Ясулович, песни исполнял солист ВИА «Коробейники» Владимир Чуйкин)
- Маргарита Терехова — Миледи (в первой серии в дуэте с Борисом Клюевым пела Елена Дриацкая, в третьей серии песню исполнила сама Маргарита Терехова)
- Александр Трофимов — кардинал Ришельё (озвучил Михаил Козаков, песни исполнял сам Александр Трофимов)
- Олег Табаков — Людовик XIII (вокальный номер исполнил солист ВИА «Коробейники» Владимир Чуйкин)
- Алиса Фрейндлих — Анна Австрийская
- Алексей Кузнецов — герцог Бекингем
- Лев Дуров — де Тревиль (дуэт с Михаилом Боярским исполнил сам Лев Дуров[10], сольную партию — Александр Левшин)
- Ирина Алфёрова — Констанция Бонасье (озвучила Анастасия Вертинская, песни исполняла Елена Дриацкая)
- Леонид Каневский — господин Бонасье
- Борис Клюев — Рошфор
- Владимир Балон — де Жюссак
- Елена Цыплакова — Кэтти (в титрах первой серии — И. Цыплакова, песни исполняла Елена Дриацкая)
- Валерий Мышастый — отец д’Артаньяна (озвучивание и вокал — Дмитрий Атовмян)[11]
- Ольга Матешко — девушка из Менга
- Юрий Дубровин — Ла Шене
- Виолетта Клименко — аббатиса (озвучила Лия Ахеджакова)
- Мария Ярыгина — маркиза (озвучила Нина Маслова)
- Юрий Шерстнёв — палач из Лилля
- Евгений Данчевский — Фельтон
- Виктор Павловский — первый судейский
- Владимир Долинский — второй судейский (озвучил Георгий Вицин)

## В эпизодах
- Георгий Юнгвальд-Хилькевич — шкипер, хозяин шхуны
- Николай Павлюк — гвардеец кардинала / наёмный убийца, подосланный Миледи к д’Артаньяну
- Сергей Кустов — мушкетёр Монтаран
- Виктор Лысенко
- Анатолий Ходюшин — гвардеец кардинала
- Геннадий Макоев — мажордом
- Николай Ващилин — гвардеец кардинала
- Эдуард Ковдерер — гвардеец кардинала
- Иосиф Кринский — гвардеец кардинала
- Леонид Маренников — хозяин трактира
- Борис Астанков — трактирщик-отравитель
- Инга Третьякова — девушка в трактире
- Георгий Мартиросян — гвардеец кардинала (сцены с актёром в фильм не вошли при окончательном монтаже)[4]

## Съёмочная группа
| - Режиссёр-постановщик — Георгий Юнгвальд-Хилькевич - Автор сценария — Марк Розовский - Оператор-постановщик — Александр Полынников - Композитор — Максим Дунаевский - Автор текстов песен — Юрий Ряшенцев - Инструментальное сопровождение — инструментальный ансамбль «Фестиваль» п/у М. Дунаевского - Звукорежиссёр — Леонид Сорокин - Дирижёр — Дмитрий Атовмян - Балетмейстер — Юлий Плахт - Художник-постановщик — Лариса Токарева - Художник по костюмам — Татьяна Острогорская - Постановщики трюков: - Фехтование — Владимир Балон - Конные трюки и драки — Анатолий Ходюшин - Драки — Николай Ващилин - Директор картины — Михаил Бялый |

## Музыка и песни

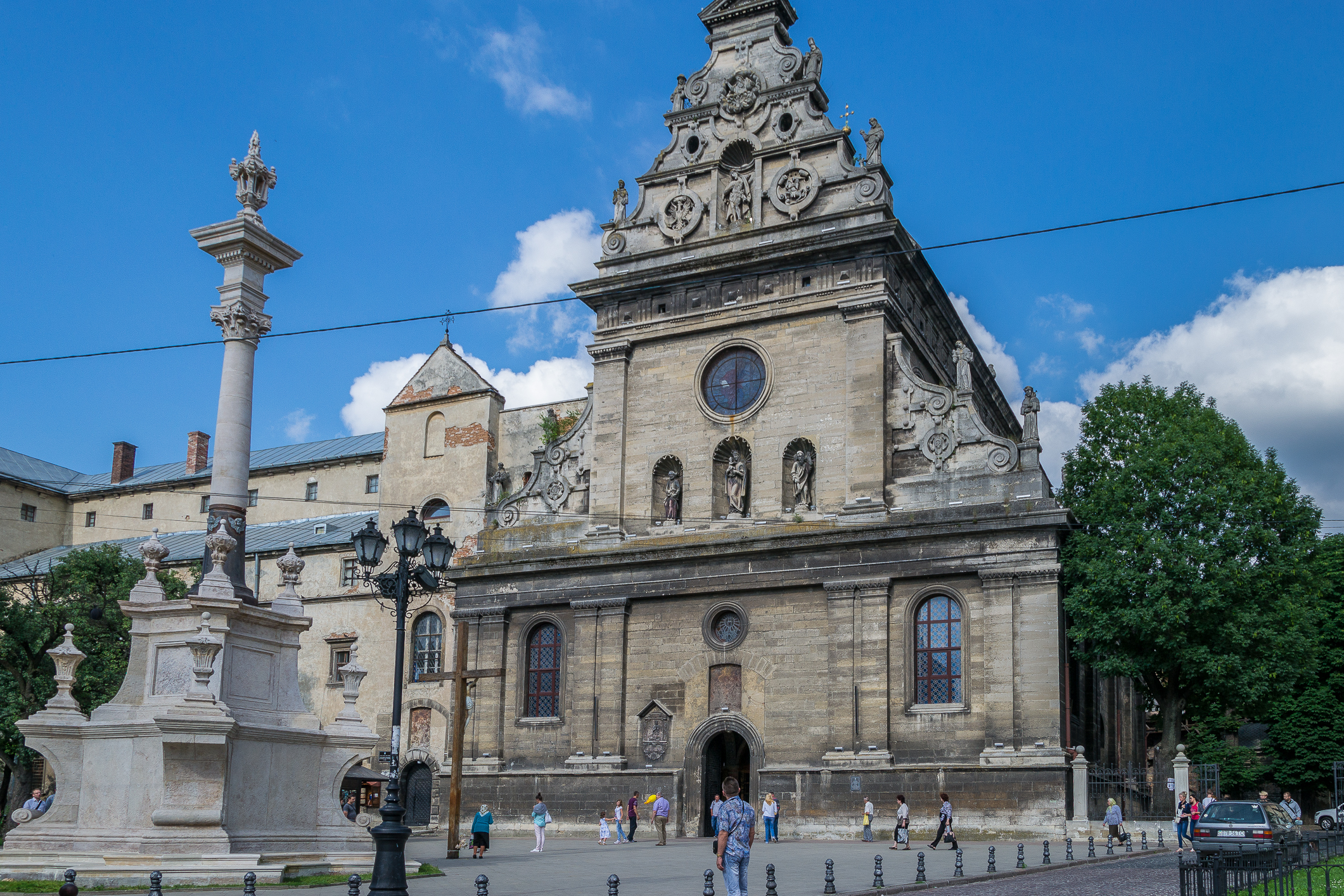
Бернардинский костёл и монастырь (Львов) — «Менг»

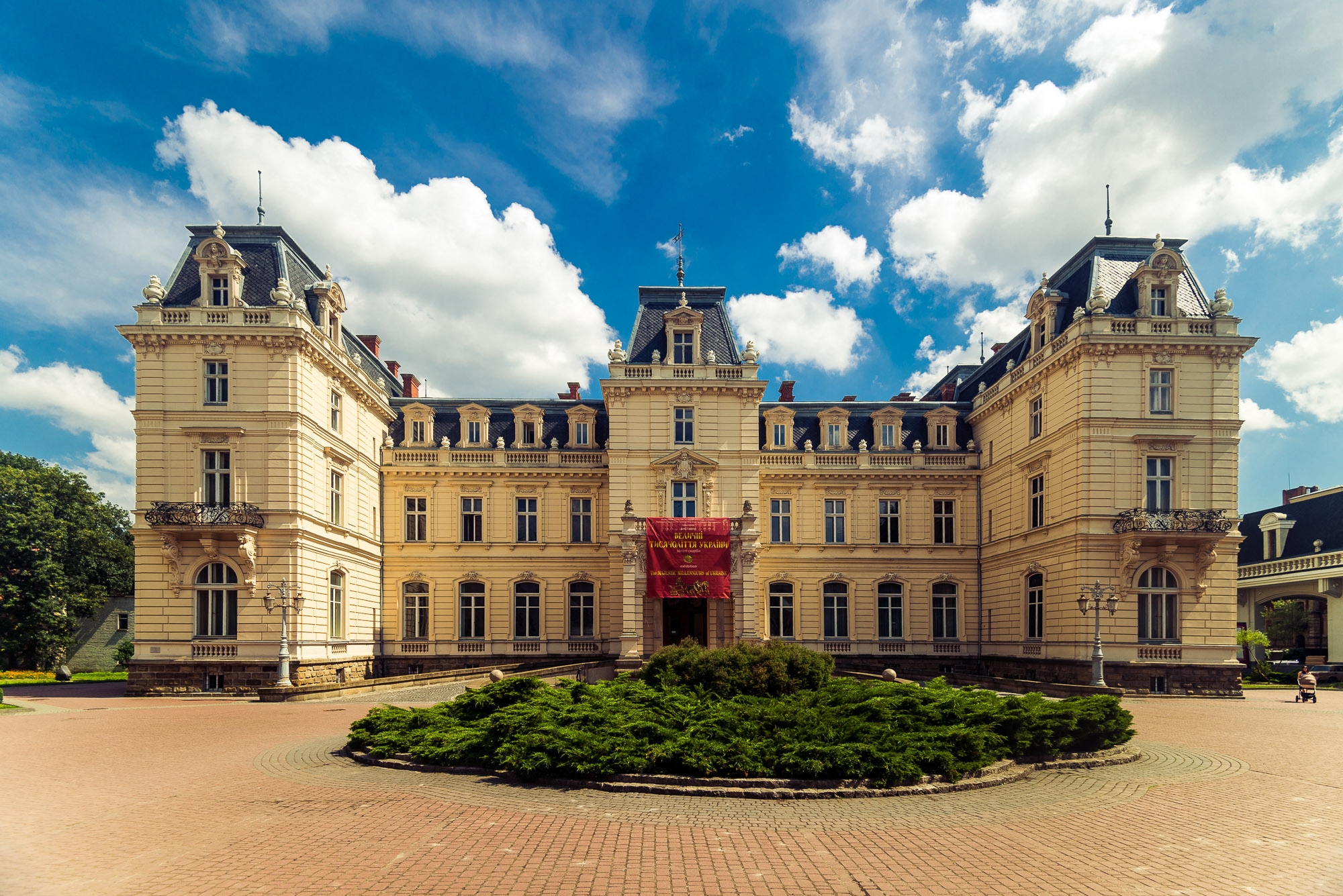
Дворец Потоцких (Львов) — «Дом господина де Тревиля»

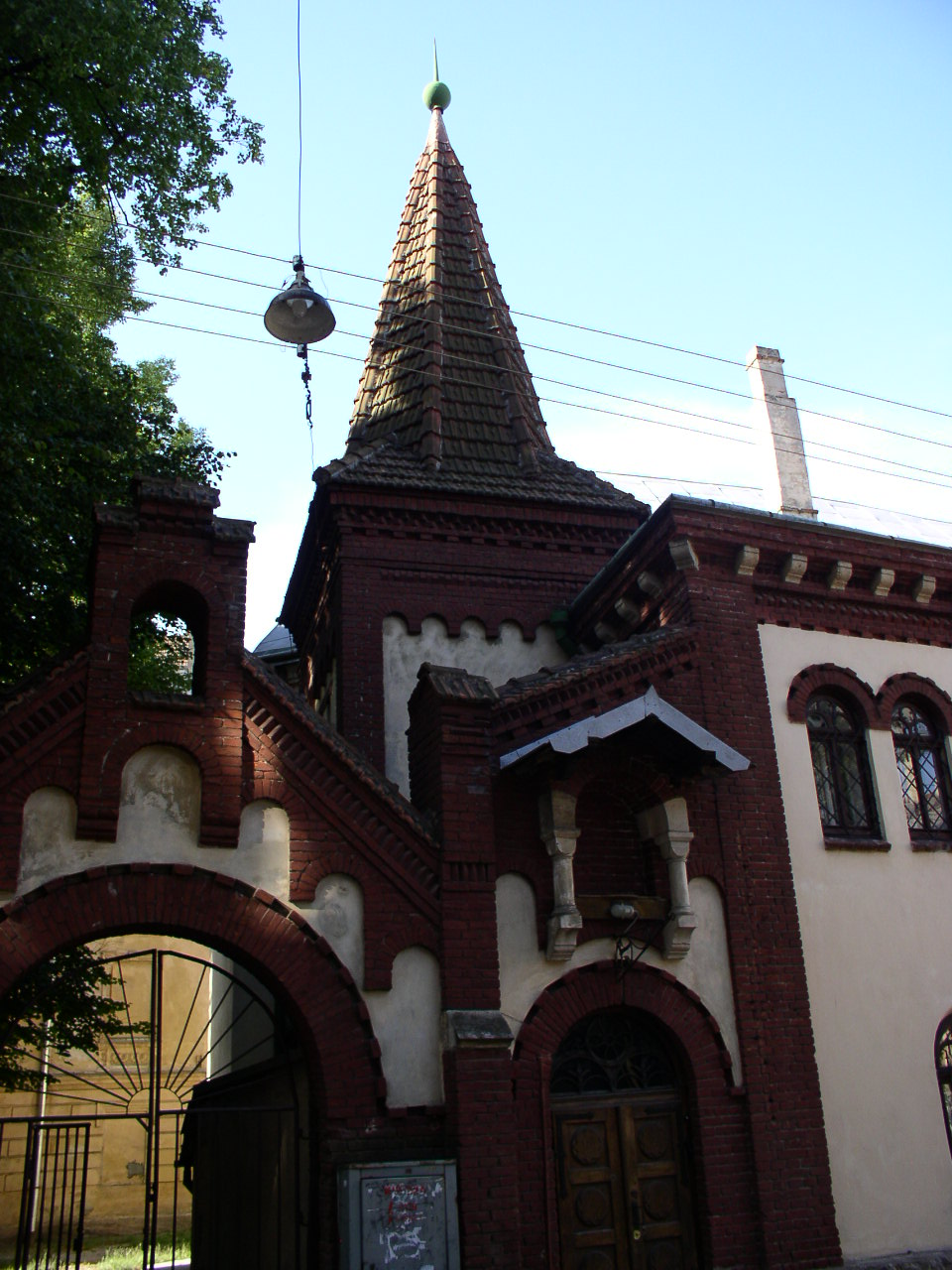
Костёл Иоанна Крестителя во Львове, пристройка к которому «сыграла» роль дома господина Бонасье

Запись музыки производилась в Полтаве на студии областного радио звукорежиссёром Леонидом Сорокиным. Всю инструментальную музыку для фильма записал ансамбль «Фестиваль», музыканты которого жили в то время в Полтаве. Вокал записывался в Москве.
Музыка всех песен — М. Дунаевский. Слова всех песен — Ю. Ряшенцев, кроме «Песни Миледи» (В. Смехов и Г. Юнгвальд-Хилькевич)

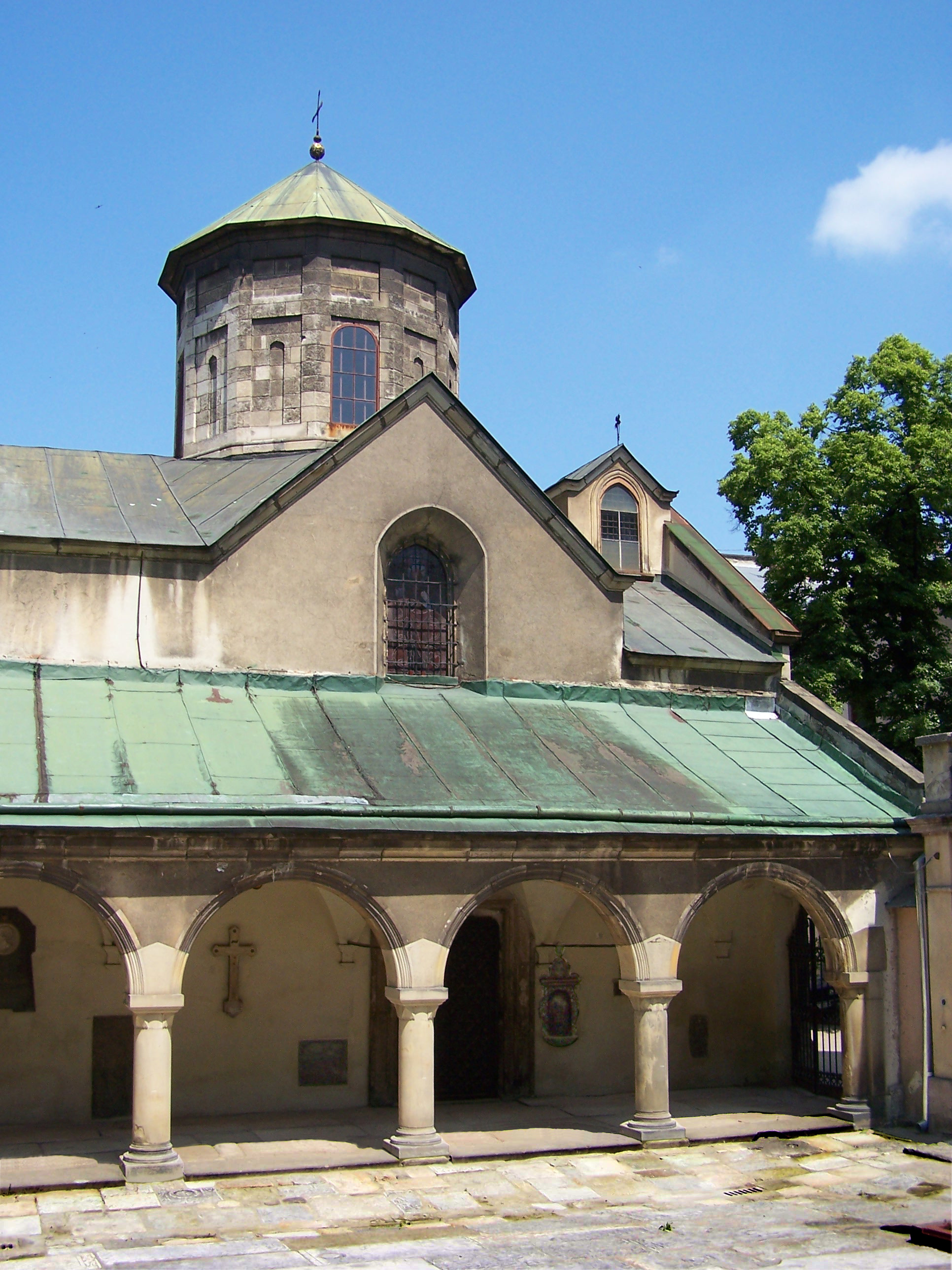
Армянский кафедральный собор (Львов) — «Монастырь Дешо»

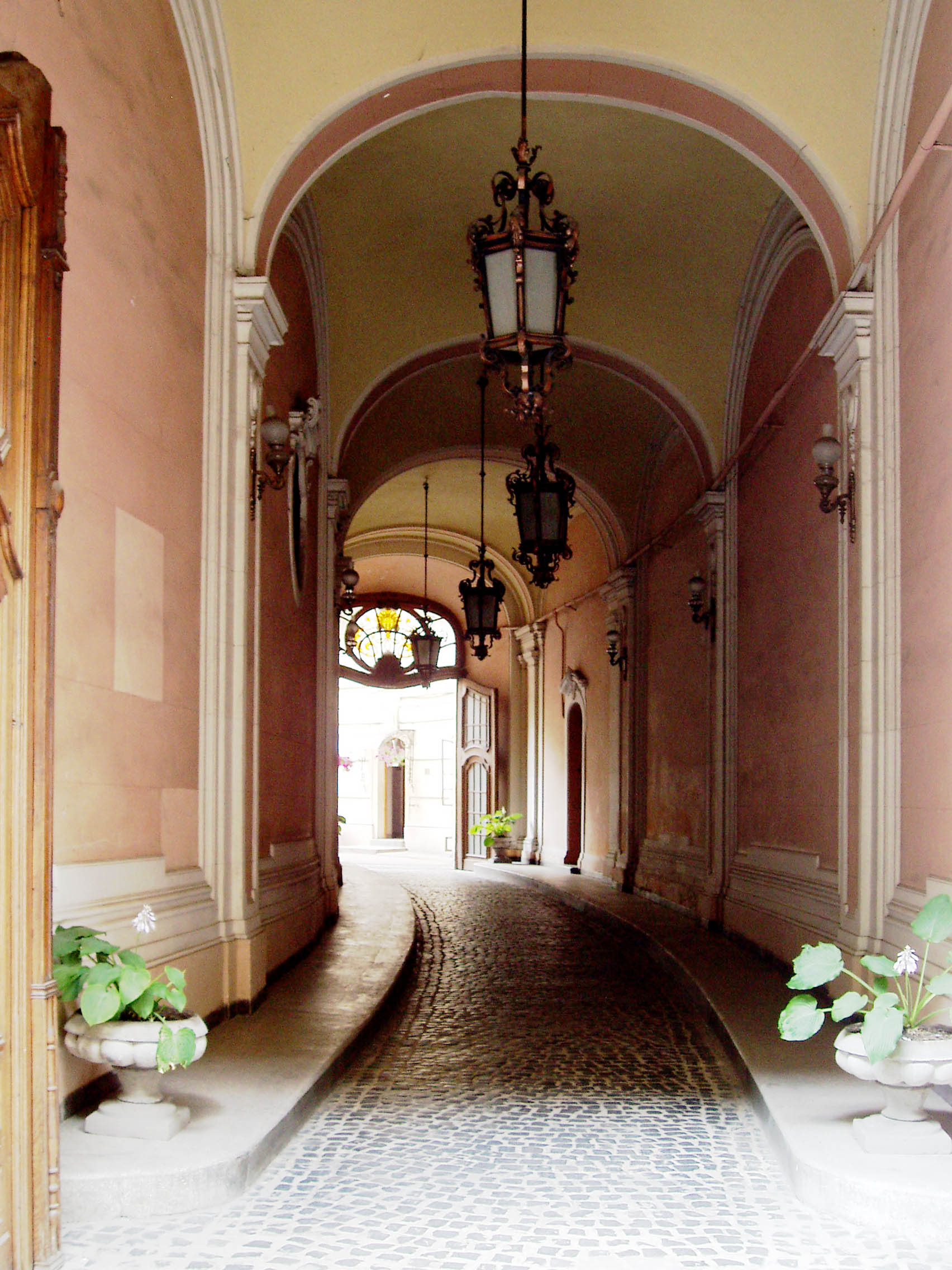
Дом учёных (Львов), также Костёл Святого Антония (Львов) — «Дворец кардинала»

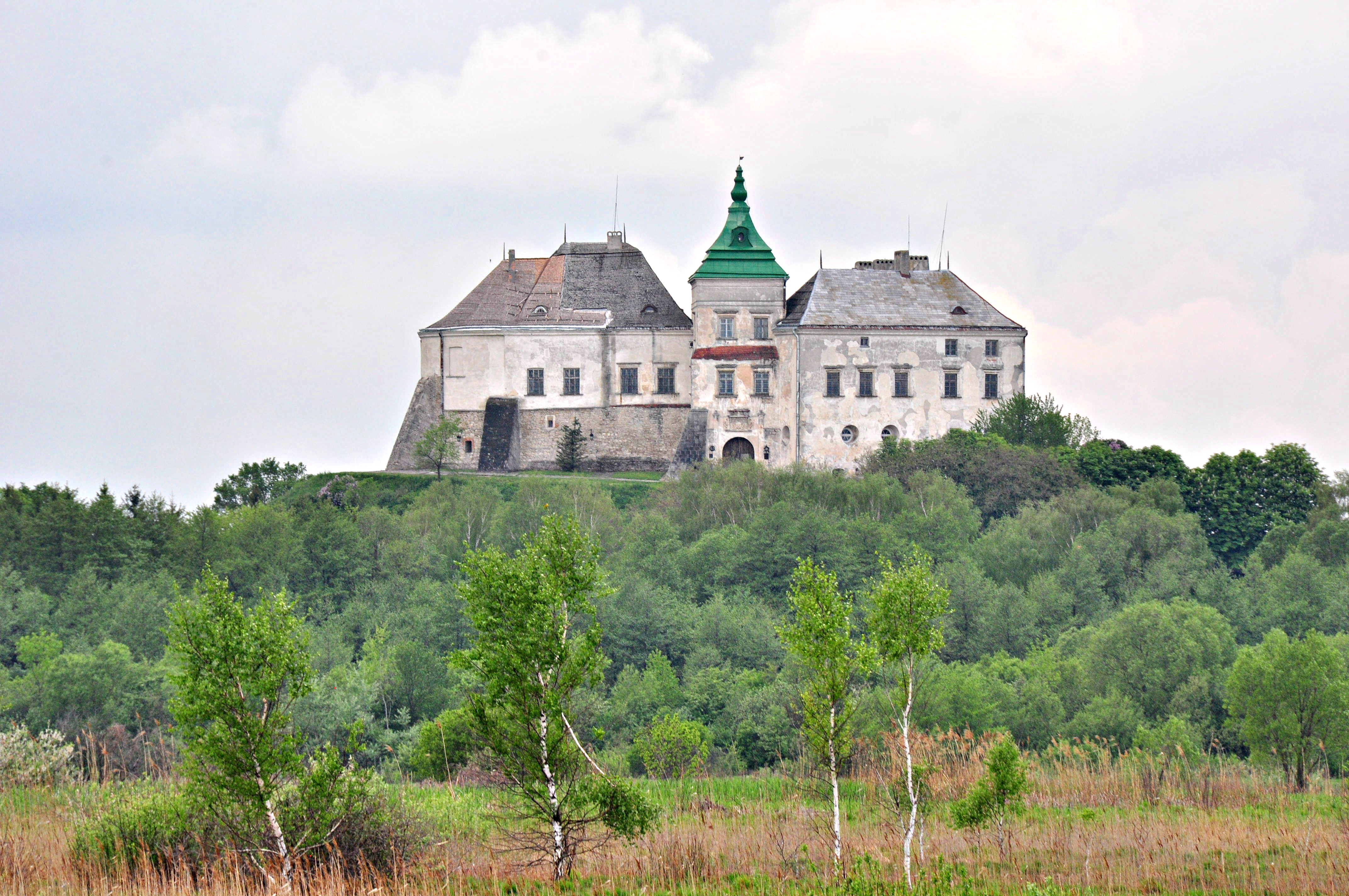
Олесский замок (Львовская область) — «Дворец Бэкингема»

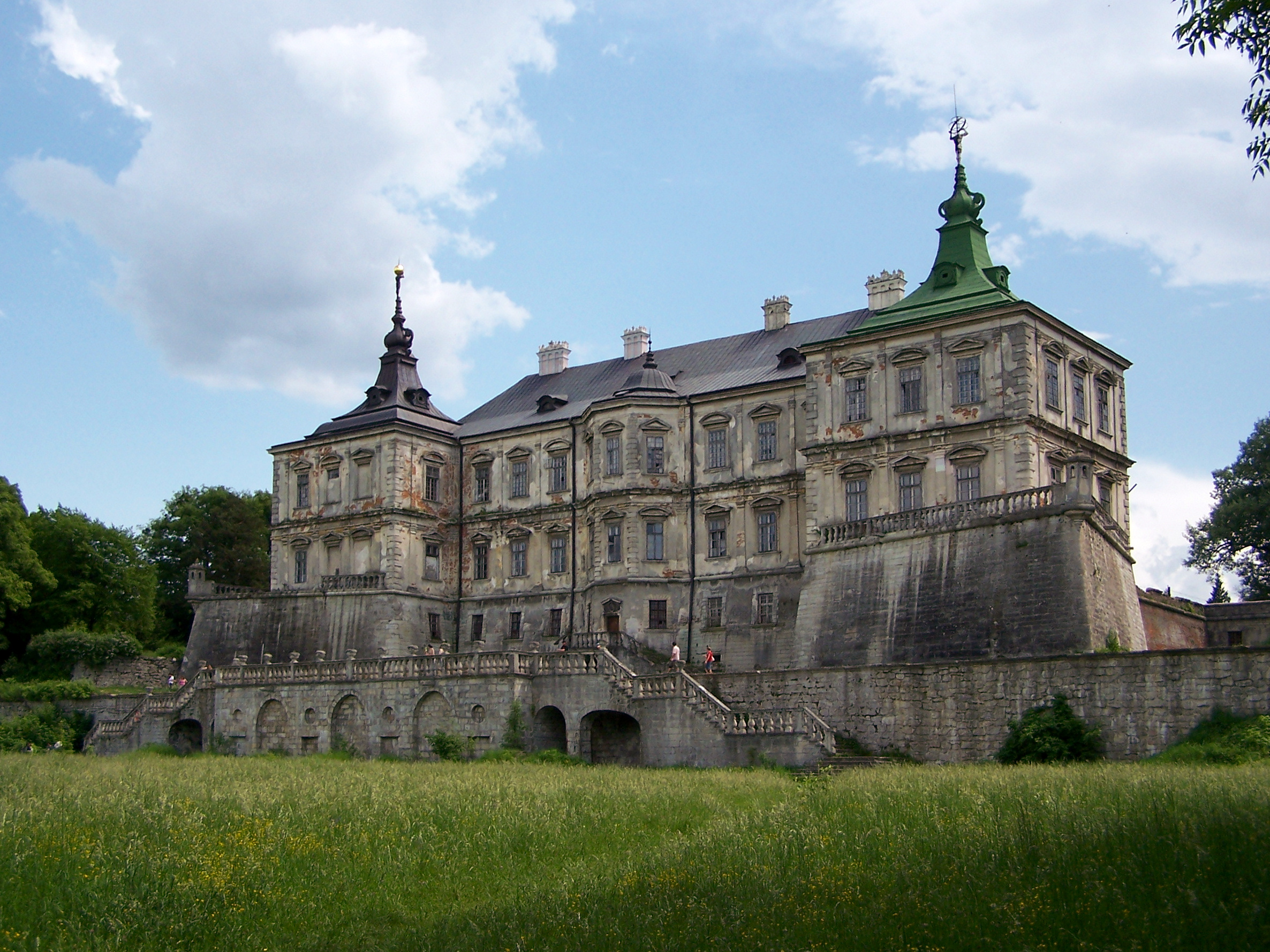
Подгорецкий замок (Львовская область) — «Парижская ратуша»

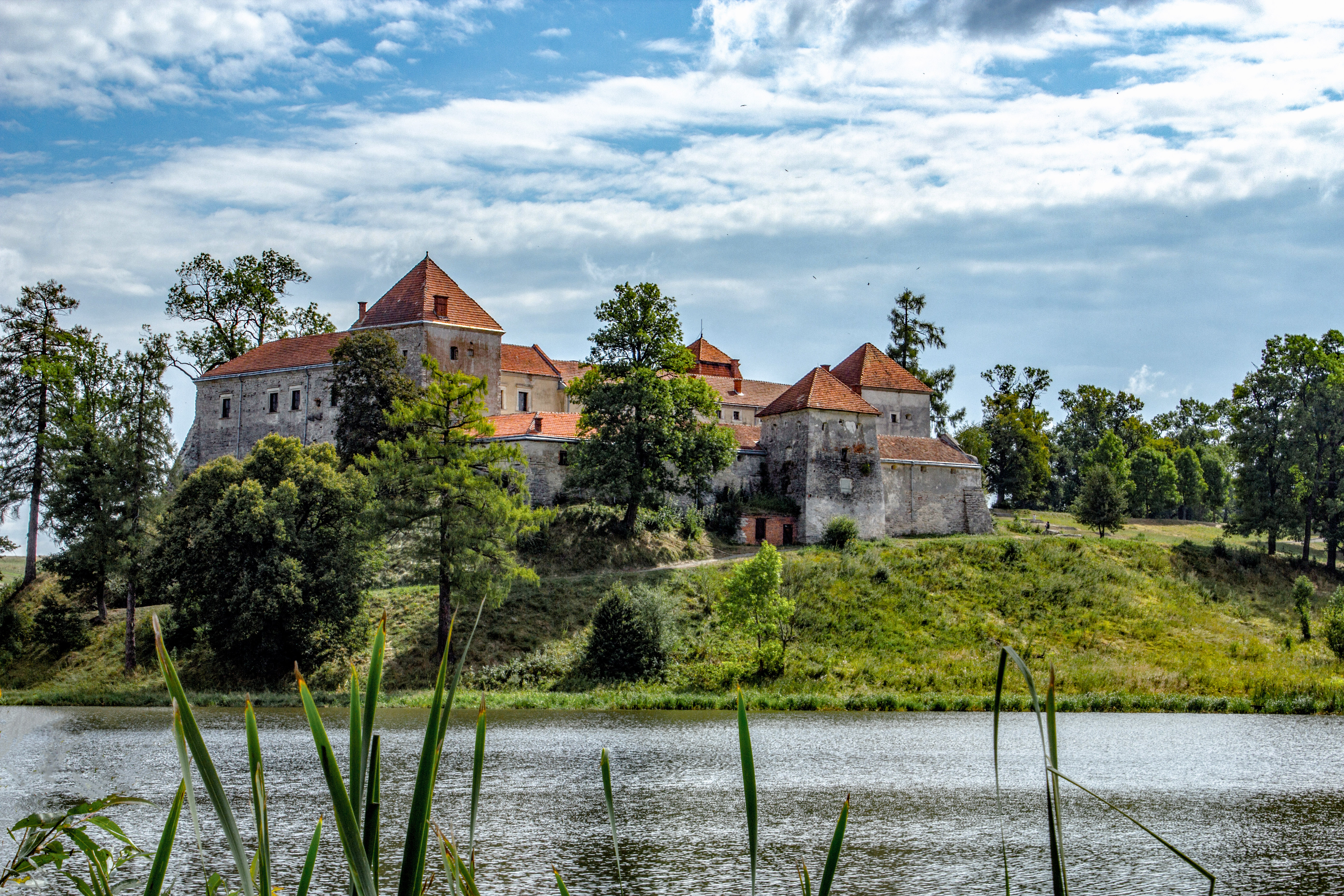
Свиржский замок — «родовой замок д’Артаньянов», «Монастырь кармелиток в Бетюне», «дом палача», «бастион Сен-Жерве» и проч.

- «Песня-наказ д’Артаньяна-отца», исполняет Дмитрий Атовмян[11]
- «Песенка о шпионах кардинала», исполняет Марк Розовский
- «Куплеты Рошфора и Миледи», исполняют Борис Клюев и Елена Дриацкая
- «Баллада де Тревиля», исполняет Александр Левшин[10][17][18]
- «Дуэт де Тревиля и д’Артаньяна», исполняют Михаил Боярский и Лев Дуров[10][19]
- «Марш гвардейцев кардинала», исполняет ансамбль «Коробейники»
- «Романс Арамиса», исполняет Владимир Чуйкин[10]
- «Песня мушкетёров», исполняют Михаил Боярский и музыканты ансамбля «Коробейники» (Владимир Чуйкин, Александр Левшин и Александр Попов).[20]
- «За мною, милорд!», исполняет Елена Дриацкая
- «Дуэт королевы и Бекингэма», исполняют Алиса Фрейндлих и Алексей Кузнецов
- «Дуэт королевы и кардинала», исполняют Алиса Фрейндлих и Александр Трофимов
- «Отчаяние королевы», исполняет Алиса Фрейндлих
- «Дуэт Констанции и д’Артаньяна», исполняют Михаил Боярский и Елена Дриацкая
- «Баллада об опасной дороге», исполняют Михаил Боярский и ансамбль «Коробейники»
- «Угрозы Людовика XIII», исполняет Владимир Чуйкин[11]
- «Триумф королевы», исполняет Алиса Фрейндлих
- «Смерть Констанции», исполняет Михаил Боярский
- «Песня о католиках и гугенотах», исполняет ансамбль «Коробейники»
- «Баллада Атоса», исполняет Вячеслав Назаров
- «Пуркуа па», исполняет Михаил Боярский
- «Песня Миледи», исполняет Маргарита Терехова
- «Песня служанки», исполняет Елена Дриацкая
- «Перед грозой», исполняют Михаил Боярский и Владимир Чуйкин
- «Баллада о дружбе», исполняют Михаил Боярский, Вениамин Смехов и ансамбль «Коробейники»[16]

## Подбор актёров
- Изначально Михаил Боярский должен был исполнять роль графа Рошфора. Но однажды он опаздывал на репетицию. Когда он, запыхавшийся в суматохе и спешке, ворвался на съёмки, перед режиссёром предстала такая эффектная картина, что он сразу же определил кандидатуру на главную роль[21]. Ввиду того, что на роль д’Артаньяна пробовались Владимир Высоцкий и Александр Абдулов и последний был утверждён, сначала Юнгвальд-Хилькевич предложил Боярскому на выбор — сыграть Атоса или Арамиса, а уже потом, благодаря ходатайству композитора Максима Дунаевского, доверил роль д’Артаньяна, так как Абдулов не справился с музыкальным материалом[4]. Кроме того, против кандидатуры Абдулова выступила также Алиса Фрейндлих[22]. Игорь Старыгин же попал в картину на роль Арамиса уже по рекомендации самого Боярского, который увидел его в фильме «Доживём до понедельника»[4].
- Изначально Юнгвальд-Хилькевич не хотел утверждать на роль Рошфора Бориса Клюева, но так как съёмки картины — это был заказ Государственного комитета по телевидению и радиовещанию, то все пробы пришли в Москву к вышестоящему начальству. Там уже начальство Гостелерадио утвердило Клюева на роль[23]. Сам актёр остался очень недоволен работой с Юнгвальд-Хилькевичем, официально заявив: «Я считаю, что Юнгвальд-Хилькевич — не очень талантливый человек. И картина получилась благодаря тому, что была хорошая компания, мы все были очень молоды, плюс замечательная музыка Максима Дунаевского. Тогда там что-то и получилось. Несмотря на то, что, как я считаю, уже и во второй, и в третьей серии картина слегка провисает. Вот первая серия очень хорошая. Лично я очень недоволен работой с Хилькевичем»[24][25]. Клюеву самому пришлось поработать не только над характером графа Рошфора, но и над его внешностью. Изначально гримеры хотели приклеить ему бороду. Но артист настоял на том, чтобы они оставили лишь тонкую линию усов и бородку клинышком[23].
- На роль кардинала Ришельё планировался Михаил Козаков[24], а Александр Трофимов должен был играть эпизодическую роль английского фанатика Фельтона[23]. На кинопробах в Одессе Борис Клюев, пробовавшийся на роль Рошфора, попросил Трофимова подыграть ему в его сцене диалога с кардиналом. Когда тот стал читать текст Ришельё — Юнгвальд-Хилькевич тут же утвердил Трофимова на роль кардинала, которая стала одной из ярких в фильме[23]. В результате Козаков впоследствии озвучил Ришельё, сыгранного Трофимовым. Вот как прокомментировал эту ситуацию сам Юнгвальд-Хилькевич: «У Трофимова голос был тяжелый, манера говорить тягучая. А тут был нужен светский человек, раздражительный и самодостаточный. Трофимов в жизни немного заикается. В озвучивании, как и при пении, такие люди, как правило, заикаться перестают. Но в Трофимове не было этой светской наглости. А вот Миша Козаков все это блестяще проделал своим голосом. Мне было важно, чтобы эта мрачная высокая фигура разговаривала именно так»[25]. Однако Александр Трофимов в этой картине самостоятельно исполнил песню в дуэте с Алисой Фрейндлих[26].
- На роль Атоса пробовался Юрий Соломин.[27][28][29] Затем в роли Атоса должен был сниматься Василий Ливанов[30], но, превосходно сыграв на пробах, в назначенный срок не явился на съёмки, так как у него случился длительный запой[31]. Группа была в простое. Когда разгневанный режиссёр в Театре на Таганке увидел Вениамина Смехова в роли Воланда, он, не раздумывая, предложил ему стать Атосом. Смехов согласился. Смехов был сильно занят работой в театре, поэтому на съёмки в Одессу летал по выходным, и в ряде эпизодов его подменял дублёр. Поэтому в некоторых сценах Портос и Арамис показаны вместе и лицом, а Атос — спиной (например, после первой дуэли в монастыре, сцены в кабачке, сцена «штурма» стены Бетюнского монастыря). В проходе после смерти Констанции дублёра видно и спереди, хотя он старательно прячет лицо, низко склонив голову.
- На роль Констанции была утверждена Евгения Симонова (пробовалась также Наталья Варлей), но режиссёру пришлось взять Ирину Алфёрову, поскольку вышестоящее начальство навязало ему эту актрису и только с её участием дозволяло участие Боярского. Сам Юнгвальд-Хилькевич был очень разочарован игрой Ирины. Из воспоминаний Юнгвальд-Хилькевича: «От Ирины Алфёровой у меня оскомина до сих пор. Эта Констанция мне всю картину испортила, она же типичная кухарочка из приличного дома, хорошенькая, но вовсе не приближённая фрейлина королевы Франции. Актриса Алфёрова, по-моему, никакая. Она, например, не могла, танцуя, петь, то есть рот открывать. Пела за неё Елена Дриацкая из питерского театра оперетты. Балетмейстер фильма — великий Юлий Плахт, промучившись с Алфёровой около двух часов, написал заявление о расторжении договора и отказался от дальнейшей работы на фильме. Еле уболтали продолжать. В результате она только танцует в картине. А рот не открывает! Ну, не смогла. Плахт называл её „инвалидом 1812 года“. Может, я и стал для Боярского папой Карло, но не знаю, кем надо быть, чтобы из такого полена, как Алфёрова, что-нибудь вытесать. Говоришь ей: „Помаши, уходя, рукой д’Артаньяну, но незаметно для господина Бонасье, — она пальчиками перебирает. — Ну чего ты пальчиками-то? Ручкой помаши вот так, чуть-чуть“, — показываю как. Не может! Это тоже осталось в фильме. Ей, конечно, тяжело: не своей профессией занимается. Поэтому мне, в отличие от многих, Алфёрова красивой не кажется. И мне понятно, почему Абдулов изменял ей на всех углах»[32]. Ирина Алфёрова в своём интервью отрицает это. Из солидарности с Евгенией Симоновой Игорь Костолевский отказался от роли герцога Бекингэма, на которую был утверждён[25].
- Композитор Максим Дунаевский порекомендовал режиссёру на роль герцога Бекингэма Алексея Кузнецова, с которым в те годы очень дружил. Кузнецов придумал слегка гротескную манеру игры: лёгкий английский акцент и проскальзывающие английские фразы, чтобы сделать роль Бекингэма наиболее яркой. В одном из интервью актёр поделился воспоминаниями об этой работе: «Мы с Хилькевичем долго думали, как можно было бы передать на экране безмерное богатство и величие герцога. И мы придумали такую сцену: когда д`Артаньян прибывает в Англию за подвесками, Бекингэм встречает его во дворе своего замка, а на поводке вместо собаки у него находится львица. Нам показалось, что богатейший и влиятельнейший человек Европы мог бы позволить себе такую роскошь и экзотику. То ли из одесского цирка, то ли из какого-то другого была привезена львица, её поместили в специальном вольере на территории Одесской киностудии. Я совместно с дрессировщиком начал готовиться к съёмке этого эпизода, меня стали обучать, как нужно вести себя с хищным животным. Но буквально на второй день дрессировщик куда-то исчез. Я предполагаю, что виной всему была „банальная русская причина“, и он просто-напросто запил. В связи с этим директор фильма Михаил Бялый воспротивился съёмке со львицей, так как в случае чего — ему пришлось бы за это отвечать. И Хилькевичу срочно пришлось внести изменения в сценарий: перед появлением Бекингэма в покоях его дворца навстречу д’Артаньяну выходят четыре негра. Так мы и сняли этот эпизод в интерьерах Дома учёных в Одессе»[33].
- Роль Миледи должна была исполнять Елена Соловей (пробовалась также Светлана Пенкина), но она не смогла сниматься из-за беременности. Тогда режиссёру Юнгвальд-Хилькевичу пришлось обратиться к Маргарите Тереховой.
- На роль господина Бонасье пробовались Валерий Мышастый и Владимир Долинский, но их не утвердил худсовет[34]. Однако же Долинский сыграл эпизодическую роль одного из судейских в первой серии фильма[35], а Мышастый — роль отца д’Артаньяна[34]. Валерий Мышастый пробовался также на роль лилльского палача[36].
- На роль Портоса пробовался Георгий Мартиросян (в итоге он сыграл одного из гвардейцев кардинала[29]). В одном из интервью Мартиросян рассказал об этом следующее: «Когда Георгий Юнгвальд-Хилькевич задумал снимать „д’Артаньяна и трёх мушкетёров“, то роль Портоса предложил мне. Сделали пробы — и обычные, и расширенные, он остался доволен. И вдруг звонит: „Слушай, Жора, а что плохого ты сделал Ждановой?“ — „А кто это?“ — спрашиваю. Оказалось, что первый зампред Гостелерадио СССР, которая окончательно утверждала актёров, категорически высказалась против моей кандидатуры. Понятия не имею почему. Юнгвальд-Хилькевич ещё дважды вызывал меня на пробы, пытался бороться, но чиновница была непреклонна. В „Мушкетёрах“ я всё же снялся — сыграл гвардейца кардинала. Юнгвальд-Хилькевич таким образом дал мне заработать. Причем платил не как массовке, а по личной ставке — 15 рублей за съёмочный день. Выходила приличная сумма!»[22]. Однако, по утверждению режиссёра, он заранее знал, что Портоса будет играть Смирнитский[27]. На первых порах ему делали накладной живот, пока Смирнитский сам не набрал нужный для съёмок вес.

## Съёмки
- Съёмки фильма проводились с 1 апреля по 9 августа 1978 года во Львове[37][38], Одессе[39], Свиржском замке[40][41] и Хотинской крепости. Далее в течение трёх месяцев вёлся монтаж трёх серий[4][7].
- Премьера фильма предполагалась уже в конце 1978 года[4][7], но из-за конфликта режиссёра Георгия Юнгвальд-Хилькевича с автором сценария Марком Розовским и автором текстов песен Юрием Ряшенцевым картина год пролежала на полке[4]. Юнгвальд-Хилькевич без ведома Розовского внёс значительные изменения в сценарий[42], а также уговорил Вениамина Смехова[43] написать другой текст к «Песне Миледи», что не было обозначено в титрах фильма, а, следовательно, этот текст приписывался Ряшенцеву. Авторы подали иск в суд на режиссёра. В одном из интервью Ряшенцев рассказывает об этом: «Там было 30 с лишним песен моих. Снимали во Львове это дело и в какой-то момент им понадобилась ещё одна песня. И они меня не нашли, хотя до сих пор всегда находили. И сами написали эту 31-ю песню — „Песня Миледи“. Там были жуткие слова: „Я провинилась чистотой, я провинилась красотой“. Я сказал: „Воля ваша, вы режиссёр и можете включить её в фильм, но, будьте любезны, в титрах написать, что эта песня принадлежит перу не Ряшенцева, а того, кто написал“. Они этого не сделали, потому что если бы была упомянута фамилия автора этой песни, пришлось бы и ему платить. Я подал в суд и выиграл»[43]. Ряшенцев и Розовский выиграли суд, хотя желаемых ими изменений в фильм всё же не внесли[42]. В результате картина вышла на экраны только в конце 1979 года.
- Вениамин Смехов в одном из своих выступлений подтвердил своё авторство «Песни Миледи», рассказав: «История была там такая. Мы друзья с Маргаритой Борисовной Тереховой. Однажды в процессе съёмок она говорит: „У меня в этом фильме тоже должна быть какая-то песня“. Максим Дунаевский ответил: „Я сделаю. Но дайте мне стихи“. В тот момент у Хилькевича были уже „тормоза“ в отношениях с автором песенных текстов Юрием Ряшенцевым и автором сценария Марком Розовским. Я был не в курсе этой истории. И режиссёр, зная, что я писал стихи для театральных капустников, обратился ко мне с просьбой написать текст вокального номера Миледи. И я написал в пародийной манере песни о графском парке — текст для Риты Тереховой. Ей стихи понравились, Дунаевскому тоже, но времени было мало и надо было записывать песню. А Хилькевич поменял смело и неграмотно несколько слов в этой песне, не задумываясь о том, как больно автору, когда происходит разрушение строфы, рифмы, размера. Мне было очень неловко перед Ряшенцевым, который написал все тексты песен в этом фильме. Мы с ним очень хорошие друзья и, если бы я знал, что такое произойдёт, то позвонил бы ему и сказал: „Вы там с режиссёром сами выясняйте свои отношения, но здесь должны быть твои стихи, а не чьи-то другие“. Я не знаю, почему Хилькевич не стал обращаться к Ряшенцеву, но тем не менее получилось так, как получилось — мужики поссорились»[44].
- Поскольку фильм снимался по сценарию, написанному Марком Розовским для театральной постановки в московском ТЮЗе (этот спектакль был поставлен Александром Товстоноговым в 1974 году[45]), режиссёр Георгий Юнгвальд-Хилькевич переделал этот сценарий на 50 процентов, поэтому для фильма понадобилось несколько больше музыкальных номеров[4]. Таким образом из спектакля в картину вошли такие номера, как «Баллада о дружбе» («Когда твой друг в крови…»), «Баллада об опасной дороге», «Смерть Констанции», а непосредственно для фильма были написаны «Песня мушкетёров» («Пора-пора-порадуемся…»), «Баллада Атоса», «Бургундия, Нормандия…»[46]. Однако же у Юнгвальд-Хилькевича на всю жизнь остались большие претензии к поэту Юрию Ряшенцеву по поводу некоторых текстов песен. Об этом Георгий Эмильевич подробно написал в своей книге воспоминаний «За кадром»[4] и высказался в публичном интервью: «Там были песни, которые для меня и мелодически, и по текстам отвратительны. Я вообще не люблю такие вещи, как „Лилон-лила, лилон-лила…“, мне это очень не нравится. Так же как все эти французские вкрапления, они мне тоже не нравятся. Мне по сей день не нравится это „Пуркуа па“ (фр. Pourquoi Pas? — «Почему бы нет?»). Вся страна, не знающая французский язык, на тысячах встреч, где я был, спрашивала меня, мол, что такое „Полклопа“? Я отвечал, что это не „Полклопа“, а по-французски — „Пуркуа па“. Здесь все претензии к авторам песен»[4][47].
- Гостелерадио выделило на съёмки фильма довольно маленький бюджет, поэтому часть реквизита изготавливалась из подручных материалов. Перед съёмкой сцены Мерлезонского балета в Одесском оперном театре режиссёр Юнгвальд-Хилькевич был вынужден пойти на рынок, накупить бижутерии и всю ночь мастерил «алмазные подвески для королевы» у себя в гостиничном номере. Точно так же Юнгвальд-Хилькевичем был изготовлен «эфес для шпаги д’Артаньяна», который он паял из деталей антикварной настольной лампы[4]. А украшения на мушкетёрских одеждах были сделаны из фольги по пять копеек за метр[48].
- Почти все трюки и фехтование в фильме были придуманы, разработаны и поставлены Николаем Ващилиным[13], с которым Одесская киностудия заключила договор на этот счёт[12], а Владимир Балон по согласованию с Ващилиным поставил три сцены своих поединков с Михаилом Боярским, а также помогал ставить те фехтовальные сцены, где сам был в кадре[49][50]. Однако в двух своих интервью Владимир Балон высказывался так, что могло сложиться впечатление, что только он являлся постановщиком фехтования и трюков в этой картине[51][52]. Тем не менее, называть Балона постановщиком трюков неправомерно ещё и потому, что договор с ним был заключён только на исполнение роли де Жюссака[49][50][53], а что касается трюков — он помогал Николаю Ващилину и обучал актёров фехтованию[49][50][53]. Однако в титрах он указан как единственный постановщик фехтования. Любопытен тот факт, что в романе А. Дюма де Жюссак появляется лишь один-единственный раз (в сцене дуэли мушкетёров короля и гвардейцев кардинала у монастыря Дешо), но именно Владимир Балон предложил режиссёру сделать в фильме эту роль более масштабной — некий собирательный образ, так как по книге сторонников кардинала (врагов мушкетёров) было пять или шесть[54]. Тем не менее первоначально на роль де Жюссака был практически утверждён белорусский актёр Иван Мацкевич[36], когда эта роль планировалась не такой масштабной.
- На съёмках Михаил Боярский получил серьёзную травму, когда снимали сцену Мерлезонского балета в Одесском оперном театре. Граф Рошфор, которого играл Борис Клюев, был задуман как человек, который никогда не вынимает шпаги из ножен, поэтому его обучением практически не занимались. Но в одной сцене Клюев не выдержал и выхватил клинок. В результате его шпага проткнула нёбо Боярскому и буквально сантиметр не дошла до мозга. Для Боярского всё обошлось без тяжёлых последствий[55]. Основной постановщик трюков на картине Николай Ващилин в своём интервью выдвинул несколько иную версию, заявив, что травму Боярскому нанёс не Борис Клюев, а сам Владимир Балон, который разрабатывал эту сцену во время отсутствия Ващилина[56]. Сам же Борис Клюев опроверг эту версию[57] и прокомментировал ситуацию следующим образом: «Снимали сцену тройного поединка на шпагах д’Артаньяна, Рошфора и де Жюссака, которого играл Владимир Балон. Мы должны были скрестить шпаги на лестнице, снимали в Одесском оперном театре. Когда репетировали, всё шло замечательно, но на съёмках ускорили темп фехтования. И вот Миша Боярский, сильно замахнувшись клинком, направил мою шпагу прямиком себе в лицо. Она выбила ему зуб и оцарапала горло. Однако он, как истинный профессионал, продолжил сниматься. Потом я узнал, что эта травма весьма распространена у фехтовальщиков»[23].
- Вениамин Смехов на съёмках фильма едва не лишился глаза. Произошло это в сцене засады на Атоса в таверне, которую снимали в павильоне Одесской киностудии. Это тот эпизод, когда по дороге в Англию Атос и д`Артаньян остаются вдвоём и в таверне попадают в западню. Смехов вспомнил об этой истории в своей книге «Жизнь в гостях»: «Один из гвардейцев кардинала, наш каскадёр, промахнулся и попал мне в глаз. Острая боль. Ничего не вижу. Открыть глаз не могу. Просто Гоголь, „Вий“: „поднимите мне веки“. Меня отвезли в медицинский пункт. Чем-то залили. Моргать было трудно, но глаз, слава Богу, не вытек. На лечение от травмы мне дали несколько дней, и, как только поняли, что я могу открыть глаз, стали снимать. В фильме есть сцена, где, несмотря на все усилия гримёров и осветителя, у меня виден отёк под правым глазом.»[58]
- В сценах массового фехтования мушкетёров и гвардейцев, на протяжении всех съёмок участвовали военнослужащие спортсмены-фехтовальщики СКА Львов (главный тренер: мастер спорта, капитан И. М. Рой)[источник не указан 1064 дня]. Сам Игорь Михайлович Рой - в роли мушкетёра-Леонардо (Портос: "Молодец, Леонардо! Гигант!"), в эпизоде разминки боем на ступеньках львовского собора Св.Юра, 1 серия, приезд д’Артаньяна.
- В фильме участвовали актёры Львовского театра «Мимограф» (1-я серия, сцена выступления цирковых артистов с песней про Ришельё)[48].
- Лев Дуров (исполнитель роли капитана мушкетёров де Тревиля) предлагал режиссёру фильма Юнгвальд-Хилькевичу убить своего героя при осаде Ла-Рошели, дабы сделать образ более сильным. Но режиссёр отказал, возразив, что де Тревиль — это легенда, а легенде негоже умирать[59].
- В конце фильма «Д’Артаньян и три мушкетёра» де Жюссак делает мушкетёрский знак, приветствуя мушкетёров-победителей. Об этом в интервью рассказал Михаил Боярский: «Это Володя Балон режиссёра обманул, он сам придумал, потому что, по идее, он не имел права этого делать, так как играл врага мушкетёров, но поскольку у нас была команда одна… Даже там декораций не было, там всё было задымлено, это снимали прямо во дворе студии, у нас не было финала, поставили массовку так коридором, чтобы не было видно что справа, что слева, из-за горы, где там вдалеке было море, там ещё даже стоят эти железные штыри от сетки, которая ограждала студию, сетки сняли, а штыри остались. Кто внимательный — может увидеть их. Вот там стояла камера и всё, время заканчивается. Только солнце выглянуло, сразу дым, Хилькевич говорит: „Давайте быстро — вы кричите «ура», а вы выходите, протягиваете руки и потом, значит, на вас смотрят и враги и друзья, и де Жюссак смотрит на вас, обозлённый“, но Владимир Яковлевич знал, что будет один кадр, и у нас этот жест остался тогда, был у героев, и он его повторил, мол, „я с вами“, ну, так что это его, его такая хитрость, шутка, маленькое хулиганство с его стороны. Хилькевич: „Что ты делаешь?! Что ты делаешь?“ А Балон ему: „Вот уж теперь думай сам: вырезать-оставлять“. Мне тоже показалось, что это правильно»[60].
- Лев Дуров самостоятельно спел свою партию в дуэте с Михаилом Боярским[61], а вот с основной «Балладой де Тревиля» («Шпаги наголо, дворяне! Пыль Парижа — это прах...») у актёра возникли проблемы. Дурову было очень тяжело попасть в ноты. По этой причине композитор Максим Дунаевский доверил исполнение этого номера Александру Левшину[61][62].

## Факты
- 14 февраля 2020 года в Белом зале Центрального дома кино состоялась премьера пятисерийного документального фильма «Пока ещё мы вместе, или Мушкетёры сорок лет спустя» (режиссёр Вячеслав Каминский, автор сценария Максим Фёдоров), посвящённого созданию картин «Д’Артаньян и три мушкетёра», «Мушкетёры двадцать лет спустя», «Тайна королевы Анны, или Мушкетёры тридцать лет спустя» и «Возвращение мушкетёров, или Сокровища кардинала Мазарини»[63].
- По постановке фильма де Жюссак (в книге появляющийся всего один раз) подменяет собой по ходу действия Рошфора (это сохранится и в следующих частях фильма) и де Варда[64].
- Действие «Трёх мушкетёров» Дюма начинается в 1625 году, когда Людовику XIII и его супруге Анне Австрийской было по 24 года. Сыгравшие в этом фильме короля и королеву актёры были почти в два раза старше — Олегу Табакову и Алисе Фрейндлих на момент съёмок фильма было 42 и 43 года (реальный Людовик до этого возраста вообще не дожил).
- Примерно та же путаница в возрасте мушкетёров и актёров, которые их играли. Смехову, Смирнитскому, Старыгину и Боярскому в фильме 37, 34, 32 и 28 лет соответственно, однако Атосу в начале первой книги 28-30 лет, Портосу почти столько же, Арамису примерно 23 года, а д'Артаньяну 18 лет. Обратная ситуация с кардиналом Ришельё — ему более 40 лет, в то время как Александру Трофимову в фильме 26 лет.
- В вышедшем на экраны варианте «Баллады Атоса» второй куплет оригинального текста песни отсутствует полностью, пятый куплет оригинала присутствует, но в урезанном варианте. Куплеты эти повествуют о «брате» невесты графа де Ла Фер. Это изменение текста породило много ошибочных трактований фразы «Обоих в омут, и конец» (под словом «обоих» изначально подразумевались невеста графа и её «брат»[23]). Соответственно, изменён и диалог Атоса с палачом: в книге Атосу он нужен только как палач, и его причастность к делу миледи оказывается полной неожиданностью для всех остальных, в фильме Атос посвящён во все подробности изначально, а о несчастном священнике оставлена только реплика палача: «Она (Миледи) погубила моего брата»[2].
- Камзол Атоса можно увидеть на незадачливом женихе (Николай Караченцов) в телефильме «Собака на сене» (1977 год)[65].
- В 1971 году ЦТ СССР экранизировало роман «Двадцать лет спустя», где также играли Вениамин Смехов и Игорь Старыгин. Смехов исполнил будущую роль Старыгина — Арамиса (Атоса сыграл Олег Стриженов), а сам Старыгин воплотился в образе сына Атоса — виконта де Бражелона. Запись телеспектакля не сохранилась[2].
- Фильм получил такой огромный успех (во многом благодаря замечательным песням из фильма), что с 1990-х годов транслируется по ТВ в канун Нового года[66].
- Исполнителям главных ролей были выплачены следующие гонорары: Михаил Боярский — 3225 рублей, Вениамин Смехов — 2138 рублей, Валентин Смирнитский — 2105 рублей, Игорь Старыгин — 2100 рублей, Лев Дуров — 960 рублей, Ирина Алферова — 825 рублей, Алиса Фрейндлих — 780 рублей, Олег Табаков — 800 рублей [67].